# Kardynałek czarnogardły
Kardynałek czarnogardły (Paroaria gularis) – gatunek małego ptaka z rodziny tanagrowatych (Thraupidae). Zamieszkuje Amerykę Południową. Nie jest zagrożony wyginięciem.

## Systematyka

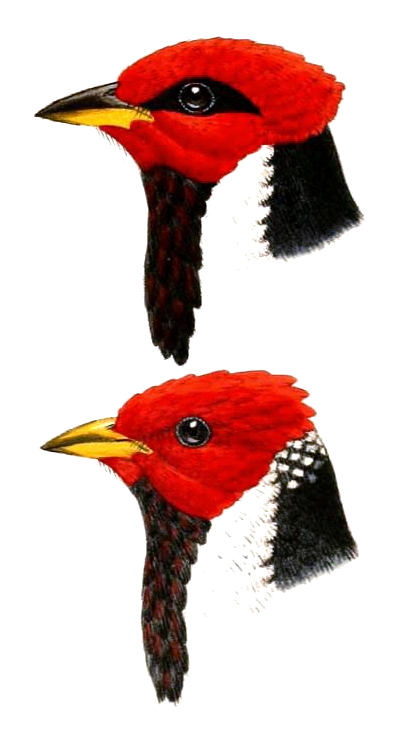
Porównanie P. g. gularis (u góry) i P. g. cervicalis

Rodzaj Paroaria jest aktualnie klasyfikowany do rodziny tanagrowatych, jednak przez długi czas zaliczano go do trznadlowatych (Emberizidae). Kardynałek czarnogardły w przeszłości był często klasyfikowany jako jeden gatunek razem z kardynałkiem czarnouchym (P. nigrogenis), z powodu podobnego wyglądu. Jednak zasięg obu gatunków pokrywa się tylko na niewielkim obszarze w Wenezueli i nawet tam nie występują osobniki hybrydowe pomiędzy tymi gatunkami. Wyróżniono dwa podgatunki P. gularis:
- P. gularis gularis – kardynałek czarnogardły – występuje od wschodniej Kolumbii do wschodniego Peru oraz przez region Gujana do centralnej Brazylii
- P. gularis cervicalis – kardynałek łuskoszyi – występuje w północno-wschodniej Boliwii i południowo-zachodniej Brazylii

## Morfologia
Dorosły osobnik kardynałka czarnogardłego ma około 16,5 cm długości i waży około 22 gramów. Podgatunek nominatywny ma czerwoną głowę, czarne gardło i okolice oczu, błyszczący, czarny grzbiet kontrastujący z białą szyją, brzuchem i dolną częścią ciała. Nogi są ciemnoszare (czasem czarne), tęczówka brązowo-pomarańczowa. Młode są podobne do dorosłych, ale grzbiet jest brązowy, głowa ciemnobrązowa, a tęczówka bledsza.

## Występowanie
Gatunek ten występuje głównie na bagnach, lasach mangrowych i innych półotwartych terenach w pobliżu wody. Jest dość pospolity, czasami przebywa w luźno zarośniętych podmokłych siedliskach w okolicach miast.
Zasięg występowania obejmuje północne, nizinne rejony Ameryki Południowej: region Gujana, Wenezuelę, Kolumbię, Ekwador, Peru, Boliwię i dorzecze Amazonki w Brazylii. W Brazylii obserwowany głównie w rejonie rzek Branco i Rio Negro, jednak trudno jest ocenić zasięg występowania na niedostępnych terenach dżungli amazońskiej.

## Pożywienie
Głównym pożywieniem są owady, nasiona i owoce.

## Tryb życia
Zazwyczaj żyje w parach bądź w małych grupach rodzinnych.

## Rozród
Jeśli istnieje wyraźnie zaznaczony okres rozrodczy, prawdopodobnie obejmuje on większą część roku. Populacje występujące na północy Ameryki Południowej zazwyczaj rozmnażają się pomiędzy czerwcem a wrześniem, ale osobniki z dorzecza rzeki Napo w Ekwadorze odbywają okres godowy w lutym i marcu.
Buduje na drzewach otwarte, kubkowate gniazda, o około 10 cm średnicy i 7 cm wysokości na zewnątrz, oraz 7 cm średnicy i 4 cm wysokości w środku. Materiałem są zazwyczaj małe korzenie, gałązki i liście. W gnieździe składa 2 do 3 jaj. Jaja mogą mieć kolory od białawego do oliwkowego, z ciemnobrązowym plamkowaniem. Mierzą około 21,6×16 mm.
Pasożytem lęgowym kardynałka czarnogardłego jest starzyk granatowy (Molothrus bonariensis).

## Status

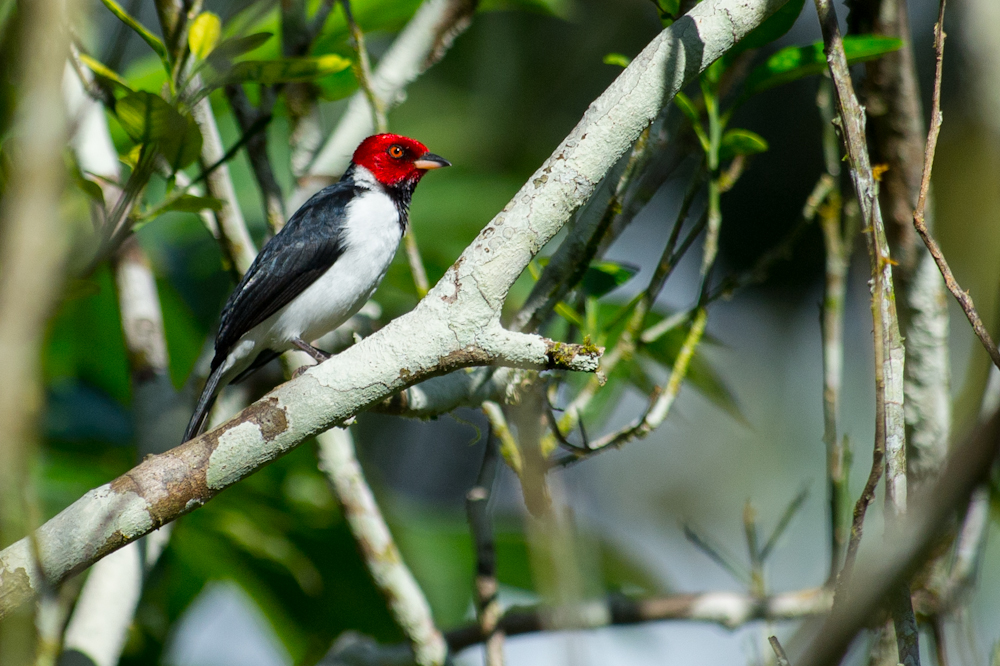
Kardynałek czarnogardły

W Czerwonej księdze gatunków zagrożonych IUCN kardynałek czarnogardły od 2011 roku klasyfikowany jest jako gatunek najmniejszej troski (LC, Least Concern). Liczebność populacji nie została oszacowana, ale ptak ten opisywany jest jako pospolity. Ze względu na brak dowodów na spadki liczebności bądź istotne zagrożenia dla gatunku BirdLife International uznaje trend liczebności populacji za stabilny.